# Sabrina Filzmoser
Sabrina Filzmoser (ur. 12 czerwca 1980 r. w Wels) – austriacka judoczka, dwukrotna brązowa medalistka mistrzostw świata, dwukrotna mistrzyni Europy, brązowa medalistka igrzysk europejskich, trzynastokrotna mistrzyni Austrii.

## Igrzyska olimpijskie
| Runda    | Przeciwniczka | Wynik       | Osiągnięcie |
| -------- | ------------- | ----------- | ----------- |
| 1. runda | Kye Sun-hui   | P 0001–1001 | 1. runda    |

| Runda       | Przeciwniczka      | Wynik       | Osiągnięcie |
| ----------- | ------------------ | ----------- | ----------- |
| 1. runda    | Joliane Melançon   | W 0100–0010 | Ćwierćfinał |
| 2. runda    | Hortense Diédhiou  | W 1001–0001 | Ćwierćfinał |
| Ćwierćfinał | Automne Pavia      | P 0002–0031 | Ćwierćfinał |
| Repasaż     | Giulia Quintavalle | P 0001–0100 | Ćwierćfinał |

| Runda    | Przeciwniczka       | Wynik     | Osiągnięcie |
| -------- | ------------------- | --------- | ----------- |
| 1. runda | Nekoda Smythe-Davis | W 000–011 | 1. runda    |